# Blandenan
Der Blandenan ist ein Fluss in Frankreich, der im Département Saône-et-Loire in der Region Bourgogne-Franche-Comté verläuft. Er entspringt im nordwestlichen Gemeindegebiet von La Chapelle-au-Mans, entwässert generell Richtung Südsüdwest und mündet nach rund 21 Kilometern im Gemeindegebiet von Saint-Agnan als rechter Nebenfluss in die Loire. In seinem Unterlauf quert der Blandenan die Bahnstrecke Moulins–Mâcon.

## Orte am Fluss
(Reihenfolge in Fließrichtung)
- Paillou, Gemeinde La Chapelle-au-Mans
- Lavaux, Gemeinde Neuvy-Grandchamp
- Neuvy-Grandchamp
- Beauchamp, Gemeinde Neuvy-Grandchamp
- Les Guerreaux
- Saint-Agnan

## Sehenswürdigkeiten
- Château de Lavault (manchmal auch Lavaux geschrieben), Schloss aus dem 18. Jahrhundert am Flussufer, in der Gemeinde Neuvy-Grandchamp – Monument historique[4]